# قايدو مونتي
قايدو مونتي (بالإيطالية: Guido Monte)‏ هو شاعر إيطالي، ولد في 17 فبراير 1962 في باليرمو في إيطاليا، وتوفي بنفس المكان في 5 ديسمبر 2017.